# Mariusz Siembida
Mariusz Siembida (ur. 21 marca 1975 w Puławach) – polski pływak, specjalista stylu grzbietowego.

## Życiorys
Ukończył VII Liceum Ogólnokształcące w Lublinie, po czym podjął studia na AWF w Białej Podlaskiej. W 1999 przeniósł się na Akademię Wychowania Fizycznego i Sportu w Gdańsku.
W okresie kariery sportowej reprezentował Lubliniankę (1983–1999) i AZS-AWF Gdańsk (1999–2003). Dwukrotnie wystąpił na letnich igrzyskach olimpijskich – w 1996 w Atlancie zajął 12. miejsce na 100 m stylem grzbietowym i 7. miejsce w sztafecie 4 × 100 m stylem zmiennym, a w 2000 w Sydney 20. miejsce na 100 m stylem grzbietowym. Dwukrotny brązowy medalista mistrzostw Europy na basenie 50-metrowym – z Sewilli z 1997 (w sztafecie 4 × 100 m stylem zmiennym) i ze Stambułu z 1999 (na 50 m stylem grzbietowym). Ponadto sześciokrotnie wystąpił w finałach mistrzostw Europy. W stylu grzbietowym także: dwukrotny medalista mistrzostw świata na basenie 25-metrowym z Hongkongu z 1999 (srebro na 50 m i brąz na 100 m), dwukrotny mistrz Europy z Rostocku z 1996 na basenie 25-metrowym (na 50 m i na 100 m), dwukrotny medalista uniwersjady (złoto w 2001 na 50 m i brąz w 1997 na 100 m), brązowy medalista mistrzostw Europy juniorów (1992 na 100 m). Kilkakrotnie uczestniczył w mistrzostwach świata, wielokrotnie ustanawiał rekordy Polski na obu rodzajach basenów. Karierę sportową zakończył w 2003.
Pracował później jako instruktor, po czym od 2005 pracował na prywatnej wyspie Castaway Cay należącej do Bahamów. Po dziesięciu latach powrócił do Polski.
Jako członek Platformy Obywatelskiej w wyborach parlamentarnych w 2015 kandydował bez powodzenia z listy tej partii do Sejmu.